# Alcalinização do solo

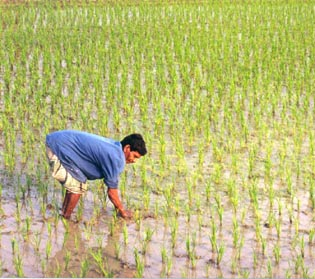
Homem em plantação de arroz.

A alcalinização do solo é um processo químico em que concentra-se no solo uma grande quantidade de sais, o que gera o aumento do processo hidrogênico (pH). Este processo de pH tem em sua escala de 0 a 14, a 25°C, acima de > 8.
Este processo pode formar impactos maiores ou menores na natureza dependendo da concentração, da pressão e da temperatura, da repartição do solo, no sentido de formação dos produtos e reagentes do solo da região.
A alcalinização do solo pode ocorrer na produção de arroz, por exemplo: A irrigação de uma cultura de arroz, que exige muita água (H2O) e as altas temperaturas (entre 25 a 40°C), ajudam no processo. Pois, aumentam as reações de rearranjo nos elementos menos nobres do que o hidrogênio, transformando em bases. Veja na equação a seguir:
•	2Na+ + CO3= + 2H+ + 2OH– ⇒ 2Na+ + 2OH– + H2CO3
Um solo álcali é pobre em nutrientes, lamacento na chuva e de difícil irrigação nas secas. As ocorrências de alcalinização do solo ocorrem na plantação de monoculturas ou plantations pelas reações de rearranjo em que os nutrintes sofrem, na emissão de resíduos alcalinos, como na produção de pilhas e produtos eletroeletrônicos, nas precipitações alcalinas, entre outros.